# عبد المحسن السعدون

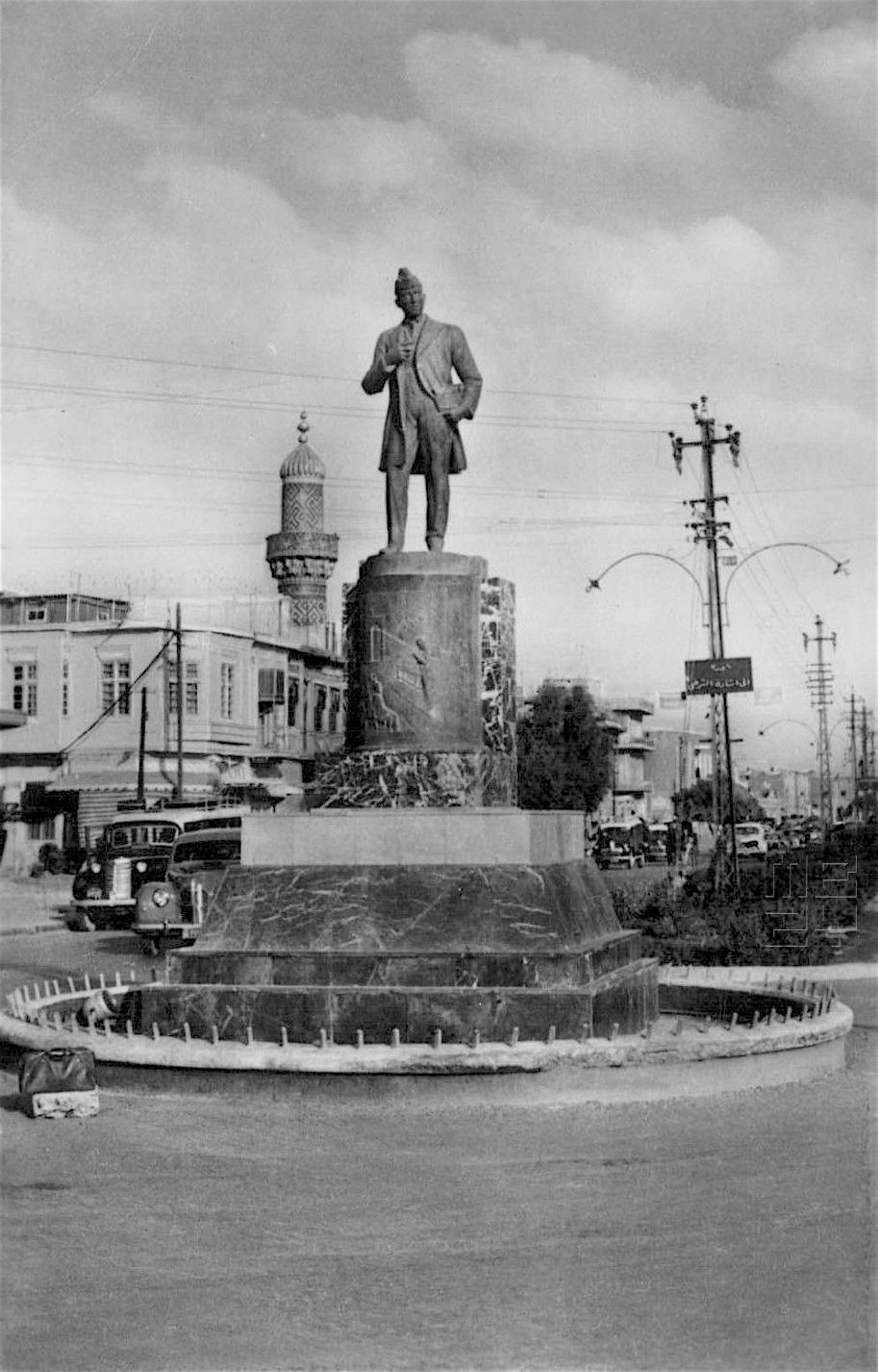
تمثال عبد المحسن السعدون في شارع السعدون وسط بغداد في الخمسينات.

عبد المحسن بن فهد باشا السعدون سياسي عراقي، وُلد في مدينة الناصرية 1879م، وتقلّد أربع وزارات. وهو أحد الرموز الوطنية العراقية، وعضو المجلس التأسيسي وثاني رئيس وزراء في العهد الملكي في العراق بعد نقيب إشراف بغداد عبد الرحمن الكيلاني النقيب.

## نسبه
ينتمي إلى أسرة آل سعدون، وهي أسرة يرجع نسبها للأشراف من سلالة امراء المدينة المنورة (اعرجية حسينية النسب) وهم حكام امارة المنتفق تاريخيا والتي كانت تضم معظم مناطق وقبائل وعشائر جنوب ووسط العراق، وفي نفس الوقت فان أسرته شيوخ قبائل اتحاد المنتفق (أكبر اتحاد للقبائل والعشائر مختلفة الأصول شهده العراق).
وأخواله رؤساء عشيرة الراشد، ومنهم سعود الراشد ومنهل العبد العزيز الراشد المنتسبين إلى راشد بن بدر بن شبيب بن مانع، قال عباس العزاوي في آل راشد "وأعتقدُ انهم حكام البصرة".
((عبد المحسن (باشا) ابن فهد بن علي السعدون: وزير عراقي. من أسرة يتصل نسبها بالأشراف. استوطن أحد أجدادها البصرة، ثم ذهب إلى المنتفق، فتأمر أحفاده على عشائرها. ولد عبد المحسن في الناصرية (مركز لواء المنتفق) وكان أبوه حاكما على اللواء وأميرا لعشائره. وتعلم في مدرسة العشائر بالآستانة ثم في المدرسة الحربية، وتخرج ضابطا في الجيش العثماني. وجعله السلطان عبد الحميد، مع أخ له اسمه عبد الكريم، مرافقين له. وظل عبد المحسن في الآستانة بعد خلع السلطان عبد الحميد، فانتخب نائبا عن (المنتفق) في مجلس النواب العثماني. وعاد إلى العراق في خلال الحرب العالمية الأولى)).

### عائلته
تزوج من امرأة أصلها تركي، وله ابن اسمه مثال درَس في إنكلترة، وابن آخر اسمه واصف بك درس في بغداد، وله بنت أراد الزواج منها عبد الله بن أحمد باشا الصانع بعد وفاة عبد المحسن والدها، ولم يوافق شيوخ السعدون على زواج عبد الله من بنت عبد المحسن، وخاصموه وقتله عبد الله فالح السعدون ثم انتقلت بنت عبد المحسن إلى سورية حيث سكنت هناك مع والدتها.

## العهد العثماني
كان ضابطا رفيع المستوى في الجيش العثماني، ثم استقال، وانتخبَ عضواً في مجلس النواب العثماني ممثلا مع شخصيات أخرى للولايات العراقية، فكان عبد المحسن ممثلاً عن ولاية المنتفق، وكان من المناهضين للاحتلال البريطاني للعراق كما ساهم في المعارك ضد قوات الجنرال مود، وبعد ذلك كان من المعارضين لسياسة الانتداب البريطانية على العراق.

## استقلال العراق
انتمى للجمعيات السرية التي تدعوا لاستقلال العراق وبعد الاستقلال وأثناء تأسيس الدولة العراقية تم تداول اسمه من قبل المجلس التأسيسي ليخلف عبد الرحمن الكيلاني النقيب حيث ورد اسمه في المراسلات الخاصة بتأسيس العراق والتي حررها وجمعها عبد الوهاب النعيمي الذي رشح اسمه. وفي عام 1922 تولى منصب رئاسة الوزراء أربع مرات في الأعوام 1922 و1925 و1928 و1929.

## رئيس وزراء العراق
كان السعدون سياسياً كبيراً ذو علاقات واسعة مع العشائر العراقية، وأيضا مع المملكة البريطانية. وهذا ما جعله أحد رجالات المملكة العراقية. وبصفته رئيسا لمجلس الوزراء في عام 1923، قام بتصعيد حركة تدعو إلى مقاطعة انتخابات الجمعية التأسيسية. ثم في عام 1926 أكد المرور السلس للمعاهدة الأنغلو - عراقية، على الرغم من إدراجه اتفاقا ماليا وعسكريا غير متكافئ بين العراق وبريطانيا لمدة خمسة وعشرين عاما.
وخلال فترة ولايته الثالثة، تفاوض السعدون أيضا على المعاهدة التركية العراقية التي وعد العراق بدفع 10٪ من إيراداتها من حقول النفط في الموصل مقابل اعتراف تركيا بالسيطرة العراقية على المنطقة. [بحاجة لمصدر] وبهذه الطريقة ساهم بشكل كبير في الجهود الدبلوماسية للعراق. ومع ذلك، وبحلول كانون الأول / ديسمبر 1928، أصبح الاحتجاج الشعبي على الهيمنة البريطانية على العراق حرجا جدا (أو ربما، كما كان السعدون نفسه قد اتخذ مثل هذه المسألة مع رفض بريطانيا منح العراق سيطرة على قواته المسلحة) أنه بدأ في دعم فيصل الأول في المطالبة بمزيد من الحكم الذاتي. استقال من منصبه احتجاجا، في يناير 1929

## وفاته
توفي في العاشرة إلا ربع من مساء 13 تشرين الثاني سنة 1929 في ظروف غامضة بعد أعلانه مناهضة السياسة البريطانية ورفضه التوقيع على معاهدة عام 1925.
هناك خلاف في وفاته، فالرأي المتداول إنه أنتحر، وهناك دراسات أكاديمية تؤكد مقتله من قبل الأنكليز، حتى يقال أنهم وجدوا طلقتين في رأسه عندما وجدوه ميتاً يوم 13 تشرين الثاني/نوفمبر عام 1929م، وله أحفاده في العراق والكويت والسعودية  وقد جرى له تشييع رسمي وشعبي مشهود ببغداد توكيداً لوطنيته وتم وضع تمثال له في شارع السعدون بالباب الشرقي ببغداد وحمل الشارع اسمه عرفانا بخدماته للعراق وكان صبّ تمثاله في إيطاليا ونُهبَ عقب الاحتلال الأمريكي العراق في نيسان 2003 واستعيضَ عنه بتمثال آخر موجود حاليا في نفس المكان.